# 李廷栋
李廷栋（1930年10月7日—），中国地质学家。出生于河北栾城。1950年考入北京大学地质系，1953年毕业于北京地质学院。1993年当选为中国科学院院士。中国科学院学部主席团成员，国土资源部咨询研究中心和中国地质科学院研究员，吉林大学教授。曾任中国地质科学院院长。河北地质大学荣誉校长